# 山田村 (岡山県児島郡)
山田村（やまだそん）は、岡山県児島郡にあった村。現在の玉野市の一部にあたる。

## 地理
天満山の東、大河原川流域に位置していた。
- 海洋：瀬戸内海

## 歴史
- 1889年（明治22年）6月1日、町村制の施行により、児島郡山田村、東野崎村、沼村、後閑村、大藪村が合併して村制施行し、山田村が発足[1][2]。旧村名を継承した山田、東野崎、沼、後閑、大藪の5大字を編成[2]。
- 1889年（明治38年）塩専売制の実施に伴い味野塩務局山田出張所を開設[2]。
- 1953年（昭和28年）7月1日、玉野市に編入され廃止[1][2]。編入後、玉野市大字山田・東野崎・沼・後閑・大藪となる[2]。

### 地名の由来
古代児島屯倉の田令・葛城山田瑞子の居住地といわれ、その名にちなむ。

## 産業
- 農業、商業、漁業、製塩、果樹[2]